# Єнцшит
Єнцши́т (нім. Jenzschit) — мінерал, різновид опалу з родовища Гюттенберг (Каринтія) в Австрії.

## Етимологія та історія
Мінерал названо на честь першовідкривача Г. Єнцша (G. Jenzsch).